# Hagos Gebrhiwet
Hagos Gebrhiwet Berhe (Atsbi-Wonberta, 11 maggio 1994) è un mezzofondista etiope.

## Biografia
Ha partecipato ai Giochi olimpici di Rio de Janeiro 2016 conquistando la medaglia di bronzo nei 5000 metri piani.

## Palmarès
| Anno | Manifestazione           | Sede           | Evento        | Risultato | Prestazione | Note                  |
| ---- | ------------------------ | -------------- | ------------- | --------- | ----------- | --------------------- |
| 2011 | Mondiali allievi         | Lilla          | 3000 m piani  | 5º        | 7'45"11     |                       |
| 2012 | Giochi olimpici          | Londra         | 5000 m piani  | 11º       | 13'49"59    |                       |
| 2013 | Mondiali                 | Mosca          | 5000 m piani  | Argento   | 13'27"26    |                       |
| 2014 | Mondiali indoor          | Sopot          | 3000 m piani  | 5º        | 7'56"34     |                       |
| 2014 | Campionati africani      | Marrakech      | 5000 m piani  | dnf       | dnf         |                       |
| 2015 | Mondiali                 | Pechino        | 5000 m piani  | Bronzo    | 13'51"86    |                       |
| 2016 | Giochi olimpici          | Rio de Janeiro | 5000 m piani  | Bronzo    | 13'04"35    |                       |
| 2018 | Mondiali indoor          | Birmingham     | 3000 m piani  | 4º        | 8'15"76     |                       |
| 2019 | Mondiali                 | Doha           | 10000 m piani | 9º        | 27'11"37    |                       |
| 2023 | Mondiali                 | Budapest       | 5000 m piani  | 6º        | 13'12"65    |                       |
| 2023 | Mondiali corsa su strada | Riga           | 5 km          | Oro       | 12'59"      | Record dei campionati |
| 2024 | Giochi panafricani       | Accra          | 5000 m piani  | Oro       | 13'38"12    |                       |
| 2024 | Giochi olimpici          | Parigi         | 5000 m piani  | 5º        | 13'15"32    |                       |

## Campionati nazionali
2011
- 6º ai campionati etiopi, 5000 m piani - 14'10"0

2021
- Argento ai campionati etiopi, 10000 m piani - 28'22"3

## Altre competizioni internazionali
2011
- Oro alla San Silvestre Vallecana ( Madrid)

2012
- Oro alla Great Ethiopian Run ( Addis Abeba) - 28'37"
- Argento ai Bislett Games ( Oslo), 5000 m piani - 12'58"99
- Oro allo Shanghai Golden Grand Prix ( Shanghai), 5000 m piani - 13'11"00

2013
- Argento al Golden Gala Pietro Mennea ( Roma), 5000 m piani - 12'55"73
- Bronzo al Memorial Van Damme ( Bruxelles), 5000 m piani - 12'59"33
- Argento all'Athletissima ( Losanna), 5000 m piani - 13'07"11
- Oro all'Adidas Grand Prix ( New York), 5000 m piani - 13'10"03
- Oro al New Balance Indoor Grand Prix ( Boston), 3000 m piani indoor - 7'32"87

2014
- Bronzo allo Shanghai Golden Grand Prix ( Shanghai), 5000 m piani - 13'06"88
- 7º al Prefontaine Classic ( Eugene), 5000 m piani - 13'13"19

2015
- Bronzo al Golden Gala Pietro Mennea ( Roma), 5000 m piani - 12'58"69
- Oro al Doha Diamond League ( Doha), 3000 m piani - 7'38"08

2016
- Oro ai Bislett Games ( Oslo), 5000 m piani - 13'07"70
- Oro al Weltklasse Zürich ( Zurigo), 5000 m - 13'14"86
- 6º allo Shanghai Golden Grand Prix ( Shanghai), 5000 m piani - 13'04"12
- Bronzo al Meeting de Paris ( Parigi), 3000 m piani - 7'30"45
- Vincitore della Diamond League nella specialità dei 3000 / 5000 m piani (35 punti)

2018
- Oro alla Great Ethiopian Run ( Addis Abeba) - 28'54"

2019
- 7º alla Mezza maratona di Delhi ( Nuova Delhi) - 1h01'46"
- Argento al Bauhaus-Galan ( Stoccolma), 10000 m - 27'01"02
- Argento al Weltklasse Zürich ( Zurigo), 5000 m - 12'58"15
- Oro ai London Anniversary Games ( Londra), 5000 m piani - 13'01"86
- Bronzo allo Shanghai Golden Grand Prix ( Shanghai), 5000 m - 13'04"83
- Oro al Campaccio ( San Giorgio su Legnano) - 29'18"

2021
- Argento al Golden Gala Pietro Mennea ( Firenze), 5000 m piani - 12'49"02

2023
- Oro all'Herculis ( Monaco), 5000 m piani - 12'42"18
- Bronzo all'Athletissima ( Losanna), 5000 m piani - 12'49"80
- Argento alla Mezza maratona di Lisbona ( Lisbona) - 59'07"
- Bronzo alla Mezza maratona di Valencia ( Valencia) - 57'41"

2024
- Oro ai Bislett Games ( Oslo), 5000 m piani - 12'36"73
- Oro al Golden Gala ( Roma), 5000 m piani - 12'51"07
- Argento al Memorial Van Damme ( Bruxelles), 5000 m piani - 12'44"25

2025
- 5º ai Bislett Games ( Oslo), 5000 m piani - 12'46"92
- 7º all'Herculis ( Monaco), 5000 m piani - 12'58"21